# Марина ди Лицано (Таранто)
Марина ди Лицано (итал. Marina di Lizzano) је насеље у Италији у округу Таранто, региону Апулија.
Према процени из 2011. у насељу је живело 64 становника. Насеље се налази на надморској висини од 7 м.